# John Hunt, Baron Hunt
Henry Cecil John Hunt, Baron Hunt, KG, CBE, DSO, PC (* 22. Juni 1910 in Shimla, Britisch-Indien; † 7. November 1998 in Henley-on-Thames, Oxfordshire) war ein britischer Offizier. Er wurde weltbekannt als Leiter der 1953 erfolgreichen Expedition zum Mount Everest.

## Leben
Hunt war ältester Sohn von Cecil Edwin Hunt MC (1880–1914) und Ethel Helen Hunt, geborene Crookshank (1884–1976). Sein Vater fiel zu Beginn des Ersten Weltkriegs in Givenchy-lès-la-Bassée. Hunt erhielt seine Ausbildung am Marlborough College und an der Royal Military College in Sandhurst, wo er mit der King’s Gold Medal und dem Anson Memorial Sword ausgezeichnet wurde.
Als Kind verbrachte Hunt viele Ferienzeiten in den Alpen und erlernte etliche Fähigkeiten zum Bergsteigen, die er später nutzte, als er sich an einigen Expeditionen im Himalaya beteiligte, während er Militärdienst in Indien leistete.
1931 kam Hunt nach Indien als Offizier des King’s Royal Rifle Corps. Nach seiner Rückkehr nach England 1940 wurde Hunt Ausbildungsleiter an der Commando Mountain and Snow Warfare School, einer Ausbildungsstelle für den Gebirgskrieg. 1944 erhielt Hunt den Distinguished Service Order, nachdem er wieder zum King’s Royal Rifle Corps versetzt worden war.
Hunt wird auch mit dem Yeti im Himalaya in Verbindung gebracht: als er eine Nacht im Himalaya kampierte, nahm er die Anwesenheit eines großen Tieres an seinem Zelt wahr. Als er hinausging, um nachzuforschen, sah er vage eine große Kreatur davonrennen. Als er später gefragt wurde, warum er nicht geschossen habe, antwortete er: „Das wäre Mord gewesen.“ Bei einer anderen Gelegenheit, 1951, fand Hunts Team mysteriöse Fußspuren, die er fotografierte.

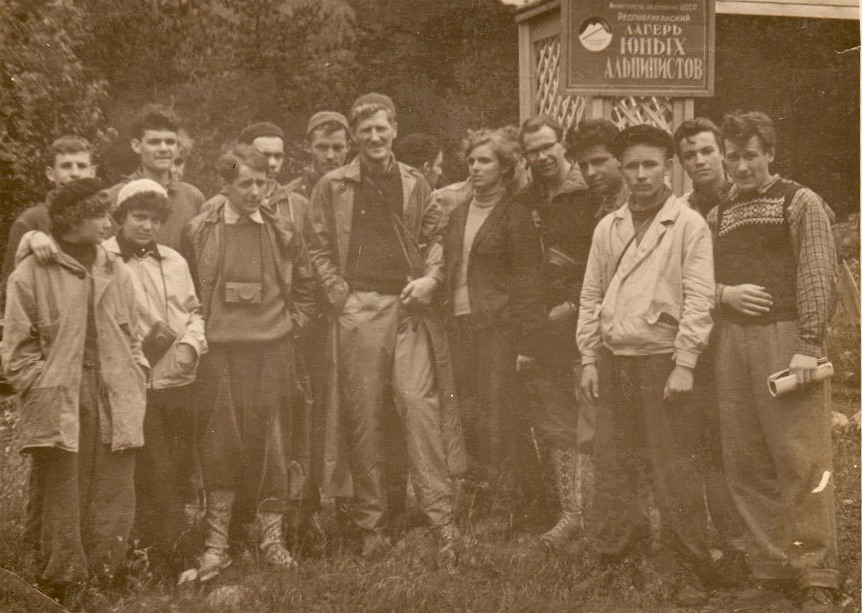
Hunt 1958 im Kaukasus

1953 wurde Hunt als Leiter der neunten britischen Expedition zum Mount Everest ernannt, die in der Folge die erste mit einer erfolgreichen Besteigung war. Hunt hatte zwei Kletterpaare ausersehen, die den Gipfel erreichen sollten. Das erste Paar (Tom Bourdillon und Charles Evans) kehrten um, als sie am Südgipfel, nur 90 Meter unter dem Hauptgipfel, erschöpft waren und das Risiko abzuwägen hatten, noch den Endgrat hochzugehen, ohne den Gipfel sehen zu können.
Am nächsten Tag machte die Expedition den zweiten und finalen Gipfelversuch mit der zweiten Seilschaft, dem in Indien lebenden Sherpa Tenzing Norgay – dem Sirdar (Chef der Hochträgergruppe) – und dem Neuseeländer Edmund Hillary. Der Gipfel wurde nach einem Hochlager in ca. 8500 Metern gegen 11:30 Uhr am 29. Mai 1953 erreicht.
Hunt hatte zunächst für einen dritten Versuch selbst (zusammen mit einem anderen Sherpa) im damals vorletzten Hochlager auf dem Südsattel in 7900 Meter Höhe abwarten und verbleiben wollen. Er hatte sich selbst zuvor jedoch in der Unterstützung der ersten Gipfelgruppe so sehr verausgabt, dass er parallel zum Anstieg von Hillary und Tenzing in das Hochlager II hatte absteigen müssen und mangels Funkverbindungen vom Gipfelerfolg erst mit einem Tag Verspätung beim Abstieg der Südsattelgruppe ins Tal des Schweigens Nachricht bekam.
Die Neuigkeit vom Erfolg erreichte London am Vorabend der Krönung von Königin Elisabeth II.
Bei ihrer Rückkehr nach Kathmandu einige Tage später entdeckte die Expedition anhand von Gratulationsbriefen, dass Hillary und Hunt für ihre Verdienste in den Adelsstand erhoben worden seien, Hunt wurde dabei zum Knight Bachelor erhoben. Von 1956 bis 1959 war Hunt Vorsitzender des Alpine Club.
Nach seiner Pensionierung in der Armee wurde Sir John Hunt der erste Direktor des Duke of Edinburgh Award Scheme. 1966 wurde er zum Life Peer als Baron Hunt, of Llanfair Waterdine in Shropshire, ernannt. Er wurde auch erster Vorsitzender des Parole Board. Er wurde 1979 in den Hosenbandorden aufgenommen.
Henry Hunt starb in Henley-on-Thames in Oxfordshire im Alter von 88 Jahren.

## Schriften
- The Ascent of Everest. The Mountaineers Books, ISBN 0-89886-361-9.
- Mount Everest, Kampf und Sieg. Ullstein, Wien 1956 (gekürzte Ausgabe des englischen Originaltitels The Ascent of Everest).

## Trivia
1944 rief Hunts Mutter Ethel den später als Serienmörder verdächtigten Arzt John Bodkin Adams. Beim zweiten Besuch befragte er sie, ob ihre geschäftlichen Angelegenheiten „in good hands“ seien. Sie antwortete ihm, dass sie nicht vermögend sei, und entschied sich, ihn nicht mehr zu rufen. Adams besuchte sie dennoch einen oder zwei Tage später und sagte ihr, dass sie ein sehr unerfreulicher Patient sei und dass sie mental leicht derangiert sei. Mrs Hunt forderte ihn auf, das Haus zu verlassen, sie „wurde wild, sprang aus dem Haus und knallte das Tor zu“. Herbert Hannam, der die Methoden Adams’ recherchierte, nannte dies ein typisches Verhalten des Angeklagten. Adams wurde in einem Prozess 1957 für nicht schuldig befunden, obwohl der Pathologe Francis Camps Adams der Tötung von mindestens 163 Patienten verdächtigte, von denen 132 Adams in ihrem letzten Willen bedacht hatten.
Hunt House ist ein Primary Wing House („Flügelhaus der Ersten“) an der St Paul’s School in Darjiling in Indien, benannt zur Erinnerung und Ehre an Henry Hunt.